# Армамар
Армамар (порт. Armamar; [ɐɾmɐ'maɾ]) — посёлок городского типа в Португалии, центр одноимённого муниципалитета в составе округа Визеу. По старому административному делению входил в провинцию Траз-уж-Монтиш и Алту-Дору. Входит в экономико-статистический субрегион Доуру, который входит в Северный регион. Численность населения — 1.2 тыс. жителей (посёлок), 7,2 тыс. жителей (муниципалитет) на 2006 год. Занимает площадь 112,24 км².
Покровителем посёлка считается Архангел Михаил (порт. São Miguel]).
Праздник города — 24 июня.

## Расположение
Поселок расположен в 53 км на северо-восток от адм. центра округа города Визеу.
Муниципалитет граничит:
- на севере — муниципалитет Пезу-да-Регуа
- на северо-востоке — муниципалитет Саброза
- на востоке — муниципалитет Табуасу
- на юго-востоке — муниципалитет Моимента-да-Бейра
- на юго-западе — муниципалитет Тарока
- на западе — муниципалитет Ламегу

## История
Поселок основан в 1514 году.

## Население
| Численность населения муниципалитета по годам | Численность населения муниципалитета по годам | Численность населения муниципалитета по годам | Численность населения муниципалитета по годам | Численность населения муниципалитета по годам | Численность населения муниципалитета по годам | Численность населения муниципалитета по годам | Численность населения муниципалитета по годам | Численность населения муниципалитета по годам |
| --------------------------------------------- | --------------------------------------------- | --------------------------------------------- | --------------------------------------------- | --------------------------------------------- | --------------------------------------------- | --------------------------------------------- | --------------------------------------------- | --------------------------------------------- |
| 1801                                          | 1849                                          | 1900                                          | 1930                                          | 1960                                          | 1981                                          | 1991                                          | 2001                                          | 2004                                          |
| 3641                                          | 4882                                          | 12 092                                        | 11 330                                        | 12 159                                        | 9426                                          | 8677                                          | 7492                                          | 7318                                          |

## Состав муниципалитета
В муниципалитет входят следующие районы:
1. Алдейяш
2. Арисера
3. Армамар
4. Симбреш
5. Кора
6. Фолгоза
7. Фонтелу
8. Гожойн
9. Кеймада
10. Кеймадела
11. Санта-Круш
12. Сантьягу
13. Санту-Адриан
14. Сан-Кожмаду
15. Сан-Мартинью-даш-Шанш
16. Сан-Роман
17. Тойнш
18. Вакалар
19. Вила-Сека